# 反分裂國家法
《反分裂國家法》是在2005年3月14日举行的中华人民共和国第十届全国人民代表大会第三次会议通過的一部中华人民共和国基本法律。當天在通過後就经胡锦涛签署主席令并立即予以实施。该法律的主要内容是鼓励两岸继续交流合作，確保台灣如和平统一后的自治地位，首次明确提出了在三种情况下中華人民共和國須依法以必要行為維持國家統一。本法是中华人民共和国现行法律唯一一部未冠以中华人民共和国名称的法律。

## 立法背景
自中华民国总统的陈水扁提出一边一国论後，引发两岸舆论和官方层面上关系紧张。
2004年12月，第十届全国人大常委会宣布将审议《反分裂国家法》草案，并随后决定提交全国人大审议。
对于这样一部针对台湾的法律，其名称的确定也经过了长时间的斟酌，最早时提出的名称是《统一法》，此后又有《台湾基本法》、《反国家分裂法》等。法律的名称最后定案为《反分裂国家法》，主要是为了反应中华人民共和国政府对两岸现状的看法，即两岸目前处于分治（即治权的不统一），但并不是分裂（即主权的不统一）的状态，而新法的目的是在于避免出现中国分裂的状态。最终的法律草案也只限于台湾问题，而没有涉及港澳、西藏和新疆。
2005年3月14日，中华人民共和国第十届全国人民代表大会第三次会议的最后一项日程就是对《反分裂国家法》进行表决，最后表决结果是以2,896票赞成、0票反对、2票弃权、3人未按表决器的高票通过。胡锦涛在当天（3月14日）签署第34号主席令，宣布正式颁布该法，并从当日起生效。

## 主要内容
《反分裂国家法》未冠以“中华人民共和国”国号，有观点认为这与对“国家”概念的不同认识有关，即该法所指的“国家”是历史意义上的、指向中华民族共同体的中国，超越了指向某一特定政权的“国家”。
《反分裂国家法》正文共有10条，法律首先表明“世界上只有一个中国，大陆和台湾同属一个中国，中国的主权和领土完整不容分割。维护国家主权和领土完整是包括台湾同胞在内的全中国人民的共同义务。”该法第三条将台湾问题定义为是“中国内战的遗留问题”，因此是中国内部事务，不受外国势力干涉。
第五条提出一个中国原则是和平统一的基础，并许诺和平统一后台湾将“可以实行不同于大陆的制度，高度自治”。第六条则要求政府推进两岸人员的交往，鼓励和推进经济合作和直接“三通”，鼓励和推进教育、科技、文化、卫生、体育等各项事业的交流，并要共同弘扬中华文化，依法保护台湾同胞的权利和利益。第七条表明主张通过协商和平解决两岸问题，并提出两岸可在包括结束敌对状态、台湾当局政治地位、台湾地区的国际空间等六方面来进行协商谈判。
最受瞩目的第八条则列明在三种情况下政府得采取“非和平方式及其他必要措施，捍卫国家主权和领土完整”。这三种情况是：
1. 台湾从中国分裂出去的事实；
2. 发生将会导致台湾从中国分裂出去的重大事变；
3. 和平统一的可能性完全丧失。

外界将焦点集中在三大条件中的最后一项，即“和平统一的可能性完全丧失”，这被认为是一项可以被非常灵活解释的条件。另外第八条也允许国务院、中央军事委员会在必要时先采取行动，随后再向全国人民代表大会常务委员会通报，被认为系授权国务院、中央军委可以先斩后奏。第九条则要求在“采取非和平方式及其他必要措施”时，国家尽最大可能「保护台湾平民和在台湾的外国人的生命财产安全和其他正当权益，减少损失；同时，国家依法保护台湾同胞在中国其他地区的权利和利益」。

## 兩岸官方反应

### 中国大陆
2005年3月14日，全国人大完成立法程序后，中华人民共和国国务院总理温家宝主持了本屆人大的总理记者会。在回答台湾年代电视台记者的问题时，他表示：“这是一部加强一中原則和推进两岸关系的法，是一部和平统一的法，而不是针对台湾人民的，也不是一部‘战争法’。”CNN记者問及美国是否可能干涉，溫家寶回答時再次聲明臺灣問題為中國内政，並指出中華人民共和國政府不希望、也不害怕其他國家的干涉。他并指出中国军费總額同美国相比相差很远，而且中国不是好战的国家，百年来一直受人欺负，不曾占领别的国家一寸领土。而温家宝也向美国记者指出，美国也曾在1861年出現过类似的法律，而维护主权与领土完整是所有国家共同的利益。

### 台湾
2005年3月14日，行政院大陸委員會主任委員吳釗燮發表聲明，一方面「譴責中共單方面通過本法案，是對台灣的嚴重挑釁」，另一方面，希望國際社會能夠繼續表達關切，以及「加入譴責中共當局」。吳釗燮強調：“中華民國的現狀就是主權獨立，任何對現狀的改變都只有台灣人民有權決定，中共把『一中原則』直接納入《反分裂法》，已是嚴重挑釁，成為武力併吞台灣的空白支票。”吳釗燮又重申陳水扁總統的兩岸政策，即“和解不退縮，堅定不對立”的方針。
3月29日，外交部發表新聞稿嚴正表明反對立場，認為此舉是「藐視中華民國主權、片面改變現狀、升高兩岸緊張、引起台海危機」之行為，主要意圖是「建立單邊支配地位、建構武力攻台之法律基礎、向國際宣示強硬立場、塑造偽善民主正當性，並批評其違反國際法、傷害台灣民主發展、破壞兩岸關係發展、威脅區域安全」，亦盼所有「愛好民主自由」之國家，以「禁絕對中國（大陆）軍售」以及「協助台灣參與國際組織」等具體方式，「共同維護台海之民主、繁榮與和平」。
2010年，行政院大陸委員會主任委員賴幸媛在美國華盛頓公開呼籲中国大陸廢除反分裂國家法，並稱此法案為兩岸和平發展中「必須去除的障礙」。

## 各國官方反应

### 美国
法律草案首次交由全國人大代表審議後，美國國務院發言人包潤石說，該法案與近來海峽關係春暖花開的趨勢相逆，美國對法案的通過感到“遗憾（unfortunate）”，認為該法案對兩岸形勢沒有助益。因为此法案首度明文指出中國大陸可能使用“非和平手段”解決台海歧見，而美國一貫的立場是鼓勵兩岸對話，支持和平解決台海議題，並反對任何一方單方面的莽動。美國的政策是衆所周知的，包潤石指出，美國堅守一個中國政策，堅守三個聯合公報，不支持台灣獨立。且美國反對任何一方單邊更動現狀的任何企圖，美國會繼續敦促雙方避免使緊張升級的行動，以免使“反制-再反制”的循環開始，並使對話變得更困難。他也指出，兩岸各自通過法律或試圖界定事物並不是問題的解決辦法；雙方互相接近、進行對話才是解決之道。
在全國人大表決通過法律的正式文本後，美國國務院發言人包潤石發表了評論。他說，“今天，中國（大陆）領導人決意讓全國人大採納一項反分裂法（an anti-secession law）——這是不幸的；此項法案與維持臺灣海峽和平與穩定的目的相悖，美國對此感到遗憾。”他重申，此法與近來兩岸關係中相對正面、溫暖的趨勢相逆，只會使立場僵化。所以美國反對任何以非和平方式確定台灣未來的企圖，並繼續鼓勵雙方開展和平對話、解決分歧。談到陳水扁總統號召台灣人民在26日示威遊行的事情，包潤石說，對這項仍屬假説性的反應，他沒有針對性的見解，但他想重復指出，美國鼓勵雙方尋找對話的機會，已經鼓勵雙方避免使緊張升級；台灣與大陸的各項問題，需要經由對話解決。任何一方不能採取任何單邊步驟。
美國國務卿萊斯在隨後訪問南亞與東亞國家的行前表示，反分裂国家法的通过对缓和两岸紧张关系并无帮助，并称中国大陆军力增长已经影响到台海局势稳定。

### 俄罗斯
俄羅斯外交部声明，俄罗斯外交部发言人雅科文科专门就中国大陆将审议《反分裂國家法》发表谈话。他说，根据2001年7月16日签署的《俄中睦邻友好合作条约》的规定，俄方支持中国大陆在涉及国家统一和领土完整问题上采取的政策。关于台湾问题，俄罗斯认为，世界上只有一个中国，中华人民共和国政府是代表全中国的唯一合法政府，台湾是中国不可分割的一部分。俄罗斯反对任何形式的台湾独立，也不能接受“两个中国”或“一中一台”。俄罗斯一贯支持中国为和平解决台湾问题所做的努力。俄罗斯总统普京当晚在法国总统府与法国、德国、西班牙领导人共同举行的记者招待会上回答记者提问时表示，俄罗斯支持中国制定《反分裂国家法》以维护领土主权和完整的做法。他说，原苏联以及俄罗斯一贯支持中国维护领土完整，理解中国领导层为此所作的努力，这一立场没有改变。

### 澳洲
澳洲外交部长亚历山大·唐纳表示，如果台湾海峡发生战争，根据澳紐美安全条约，澳洲将被要求与美国协商，但视情况而定，它不一定会让澳洲参战。他说，“我们认为中国（大陆）不应以军事方式解决台湾地位问题，必须通过与台湾的谈判来解决”。唐纳进一步评论说，假使中国大陆不通过反分裂国家法，澳洲会更愿意那样去做。

### 格鲁吉亚
2005年3月24日，格鲁吉亚外交部发表声明。声明中说，格鲁吉亚坚持在反分裂主义上的坚定立场，认为对世界上任何地方的分裂主义都不能持纵容态度。格只承认一个中国，台湾是中国不可分割的一部分。解决台湾问题是中国的内政。中国大陆政府做出和平解决台湾问题的决定具有重大意义。格鲁吉亚欢迎中国大陆就在一个中国的范围内赋予台湾广泛自治权所表现出的善意。

### 津巴布韦
2005年3月23日，津巴布韦政府发表声明。声明说，《反分裂国家法》为中国的和平统一铺平了道路，并将促进台湾海峡地区的和平与稳定。津强烈反对台湾当局的分裂活动，全力支持全国人大通过《反分裂国家法》。津坚持一个中国政策，认为台湾是中国领土的一部分，支持以“一国两制”的方式解决台湾问题。

### 坦桑尼亚
坦桑尼亚外交部23日照会中国驻坦桑尼亚大使馆，重申支持一个中国政策、反对分裂的坚定立场，表示相信中国大陆制定《反分裂国家法》旨在和平解决台湾问题，强调坦桑将毫无保留地继续支持中国为实现和平统一所作的一切努力。

### 圣卢西亚
24日，圣卢西亚外交、国际贸易和民航部长彼得勒斯·康普顿指出，《反分裂国家法》旨在反对台独分裂势力分裂国家，促进祖国和平统一，维护台湾海峡地区和平稳定，圣政府将继续支持中国为和平统一所作的一切努力。

### 其他国家
與中華人民共和國友好的國家對於本法採取正面及肯定態度，如埃及、緬甸、波黑、老挝。

## 評論

### 台湾
依據國策研究院於2005年3月9日至12日委託執行的民調結果，有九成以上（93.4%）的民眾不同意《反分裂國家法》中提出的「對於台灣和大陸主權爭議的問題，中共可以使用非和平的手段來解決」的做法，有近七成（68.7%）的民眾同意「兩岸現狀就是『中華民國是一個主權獨立的國家，與中華人民共和國互不隸屬』」的說法，有近八成四（83.9%）的民眾不能接受「反分裂國家法」依據大陸的憲法主張台灣是中華人民共和國神聖領土的一部分，有九成以上（91%）的民眾同意「中華民國的主權屬於臺灣2300萬人民，所有改變中華民國主權現狀的作法都必須經過台灣人民的同意」的說法。
依據國立政治大學選舉研究中心於2005年2月25日至27日執行之民調結果，有高達八成（82.3%）民眾不贊成中華人民共和國政府制訂《反分裂國家法》作為武力攻打中華民國的合法藉口的做法。依據民調結果，「反分裂國家法」通過後，凡是被大陸單方面認定是主張台獨的中華民國國民，中華人民共和國會依據這個法律來加以處罰，有近八成（79.7%）的民眾不贊成中國大陸這種作法。此外，對於中國大陸宣稱「『反分裂國家法』不會侵害台灣人民權益」，亦有高達七成四（74.1%）的民眾表示不相信中華人民共和國的說法。
根據《中國時報》在2005年3月15日所完成的電話訪問顯示，在中華人民共和國通過《反分裂國家法》後，多數的台灣人均不以為然，有6成2的受訪者明確反對制定此項法律，有4成3的受訪者贊成中華民國政府舉辦防禦性公民投票，有4成5的人支持民進黨將在3月26日所舉行的「三二六大遊行」，同時有2成3的人表示有意願走上街頭參加這次的遊行活動。
依據TVBS的民意調查顯示，在該法律通過以後，立場傾向于台灣獨立的受訪者比例明顯升高到21%，只有8%的受訪者傾向統一，亦有58%的受訪者則希望維持現狀。如果将這次民調的結果和陳水扁剛剛就職時所做的民調相比的話，贊成台灣獨立的台湾民众比例，從16%升至21%，增加了五個百分點。
對於《反分裂國家法》，泛綠和泛藍陣營則有以下幾種不同的解讀方式：
泛綠認為該法是一部破壞和平的戰爭法案，企圖為武力犯台提供藉口的暴力性及恐嚇性的法律，更像是一種描述戰爭狀態的軍事命令。且對台使用非和平手段的三個條件，就是為動武使用暴力的空白支票，將造成兩岸局勢的動盪不安。
泛藍亦反對此法片面改變兩岸的現況，時任台北市長的馬英九於3月14日號召全國12縣市首長舉行國際記者會，強烈反對該法。國民黨委副主席江丙坤在該法案通過後不久即對大陸進行訪問；隨後不久，該黨主席連戰與親民黨主席宋楚瑜先後以私人身份訪問大陸，並與中共中央總書記胡錦濤會晤。但同時泛藍也宣佈將不會參加獨派舉行的三二六護台灣大遊行。2009年馬英九執政後，於3月14日反分裂法屆滿4周年之際，透過行政院陸委會要求大陸方面廢除不合時宜、不顧人民感受的反分裂法案，並撤除對台飛彈部署，以維護兩岸和平。
民進黨立法委員林濁水指出，《反分裂國家法》代表中華人民共和國承認兩岸分治事實，並為了不要打仗而找台階下，而其侵略性的文字也讓中華民國得到獲利的機會，中華民國過份高估戰爭風險反而讓中華民國無法獲利。泛藍的錯誤是為了防範不存在的戰爭而向中华人民共和国獻媚，破壞政黨政治分際，成為中華人民共和國對付中華民國的工具，真的讓兩岸關係內政化；而泛綠的錯誤則是沒有利用這個籌碼來跟中共談判，也並沒有利用此事件來獲得該有的經濟利益。

### 媒體社評
《華盛頓郵報》：美國華盛頓郵報在2005年3月12日發表一篇題為《厚顏無耻的中國》（Brazen China）社論，譴責中華人民共和國使用兩面手法，一面與台灣修好，一面又制訂反分裂法、企圖威脅臺灣。社論也說，同一時間，以法國及德國為首的國家在積極運作，試圖取消歐盟對華軍售的禁令，實在是完全不負責任的政策。
《產經新聞》：日本產經新聞在2005年3月7日大篇幅的社論，嚴正的批評中國大陆的這個舉動，並認為台灣的未來必須尊重台灣人民的意志，兩岸以經濟面為中心，正在深化交流之際，武力威嚇的法律化令人對中國大陆「一國兩制」的疑慮升高，製造兩岸對立和破壞東亞和平，這只會造成所謂的“統一”繼續開倒車。
《明報》：香港《明報》2005年報導，中國國民黨前主席馬英九（後來於西元2009年10月17日再接任黨主席）批評反分裂法，中華人民共和國政府因此對香港施壓，不發予馬英九香港簽證。馬英九當時原是應香港大學、科技大學和美國民間組織「百人會」發表演講，因中華人民共和國的行為造成無法成行。馬英九對此表示遺憾。
此外，中华人民共和国国务院总理温家宝在总理记者会提及美国也曾在1861年制定两部反分裂法。这一言论事後被各大中文媒体大肆宣传，尤其更以《反脱离联邦法》称呼。相关报道指出美国统一国家的经历，并宣扬美国联邦政府是如何利用法律阻止南方各州分裂顺利解决内战问题，使得这一消息被广泛流传多年。然而，事实是美国国会从未出过这样的法律，此说是长期误传。

## 後續反應

### 臺灣三二六大遊行
民主進步黨執政的中華民國政府並未對此法表達過度的反應，不過執政黨也發起「三二六護台灣大遊行」，讓國際社會聽到台灣人民對該法的立場。2005年3月26日，民進黨、台灣團結聯盟及數百個民間團體所組成的「護台灣大聯盟」，號召各界參與大遊行，做為台灣民間對該法的回應，主要訴求為反反分裂，表達對反分裂法的行動抗議。號稱超過100萬人參與該場遊行（實際人數可能27萬）。中華民國總統陳水扁及行政院長謝長廷也都參加了這場遊行，但考量美方立場，並維持遊行的民間性質，兩位政府首長並未發表任何演說。
2006年，行政院决定將每年3月14日定為反侵略日。
时任台北市長、中國國民黨主席馬英九因批評反分裂法，遭到中華人民共和國政府拒發香港签注，馬英九被拒後表示遺憾。陸委會的聲明稱「這是台港關係的倒退，證明所謂一國兩制的承諾根本是謊言」。

### 纪念活动
2020年5月29日，《反分裂国家法》实施15周年座谈会在北京人民大会堂举行，中共中央政治局常委、全国人大常委会委员长栗战书在会上发表讲话，会上中共中央台办主任刘结一首次明确以“地方当局”称台湾。

## 引文注释
1. ↑  记者先生，你可以翻开1861年贵国制定的两部反分裂法，不也是同样的内容吗？而且随后就发生了南北战争。我们不愿意出现这种情况。